# Machaeropteris turbata
Machaeropteris turbata är en fjärilsart som beskrevs av Edward Meyrick 1922. Machaeropteris turbata ingår i släktet Machaeropteris och familjen äkta malar. Inga underarter finns listade i Catalogue of Life.